# Mercè Arqué Blanco
Mercè Arqué Blanco (Barcelona, 9 de maig de 1945) és una exjugadora d'handbol, infermera i professora universitària catalana.
Practicà l'atletisme, la natació i sobretot l'handbol, jugant en la posició d'extrem. Competí amb el Club Medina de Barcelona amb el qual guanya dos Campionats d'Espanya (1961, 1963). La temporada 1963-64 fitxà pel Picadero Jockey Club, aconseguint cinc campionats de Lliga més i quatre Campionats de Catalunya (1964, 1965, 1966, 1968). Internacional amb la selecció espanyola en sis ocasions, formà part de l'equip que disputà el primer partit internacional el novembre de 1967. També fou atleta del Futbol Club Barcelona i establí el rècord de Catalunya de 800 m llisos amb 2.21,3 min l'any 1968. Començà a estudiar infermeria als 23 anys i, durant la seva etapa universitària, formà un equip a la Universitat de Barcelona, l'Asepeyo. Desenvolupant el rol de jugadora-entrenadora, aconseguí un subcampionat d'Espanya i fou escollida com a millor jugadora d'handbol universitària en dues ocasions (1971, 1972). Un cop finalitzats els estudis, treballà a l'Hospital Clínic, a les unitats de digestiu i de cardiologia, i a l'Hospital Cantonal de Ginebra, a les unitats d'oftalmologia i medicina general. Des de 1986 fins a la seva jubilació, fou professora titular a l'Escola d’Infermeria de la Universitat de Barcelona i dirigí el Postgrau sobre instruments complementaris de les cures infermeres i el Màster de teràpies naturals i complementàries. Entre 2010 i 2015 fou professora emèrita de l’Escola d’Infermeria.

## Palmarès
Handbol
- 7 Lligues espanyoles d'handbol femenina
  - 1960-61, 1962-63, 1963-64, 1964-65, 1965-66, 1966-67, 1969-70
- 6 Campionats de Catalunya d'handbol femení
  - 1960-61, 1961-62, 1963-64, 1964-65, 1965-66, 1967-68

Atletisme
- Campionat de Catalunya - 800 metres llisos: 1968